# Thales
 Denne artikel omhandler filosoffen Thales fra Milet. Opslagsordet har også en anden betydning, se Thales Group.
Thales fra Milet (græsk: Θαλής; ca. 635 f.Kr.-546 f.Kr.) levede i det 7. århundrede f.Kr. og 6. århundrede f.Kr. Man bygger hans levetid på formodninger, der er baseret på et udsagn fra Herodot om, at han forudsagde en solformørkelse, som man mener fandt sted i 585 f.Kr., samt udsagn fra Aristoteles, da Thales ikke selv nedskrev noget. Han blev regnet for én af antikkens syv vise. Aristoteles citerer ham for to synspunkter:
1. "Alt er vand"
2. "Jorden hviler på vand"

Med disse påstande brød Thales for første gang med en mytisk verdensforståelse. Fra dette tidspunkt er naturen noget, man kan diskutere og forstå rationelt.
Thales tog fejl, da han hævdede, at urstoffet var vand, men det geniale i hans tankegang var, at det kvalitative kunne reduceres til det kvantitative, hvorefter den pythagoræiske skole med matematikkens hjælp kunne forsøge at sætte verden på formler – og det har vi vel forsøgt siden. Vi fik altså med Thales et gennembrud fra et verdensbillede bygget på en mytisk tankegang til et verdensbillede bygget på erfaring og observation. Thales´ tænkning er dermed et af de store gennembrud i vores historie.
Dette, at reducere det kvalitative til det kvantitative, er jo også, hvad Demokritos gør: hvis man bliver ved med at dele det mangfoldige univers, vil man nå til den første/mindste bestanddel – den, der ikke længere kan deles (den, der er udelelig: atomos). At menneskeheden så siden har fundet ud af, at også atomet kan deles, forandrer ikke det geniale i Demokrits tankegang – vi leder stadig efter den første byggesten (vi kalder den neutron, proton, elektron eller kvark etc.), men hvad vi end kalder den, fortsætter vi jo i de græske naturfilosoffers fodspor.
Hans vandlære ser i øvrigt ud til at være udviklet under indtryk af tankegange andre steder i Nærorienten. Anekdoterne fortæller, at Thales rejste til Egypten.
Det fortælles også, at han målte højden på en pyramide ved at måle dens skygge på det tidspunkt, hvor hans egen skygge var lige så lang som han selv. 
Udover viden om astronomi (han forudsagde en solformørkelse), besad han altså viden om geometri. Det siges,  at han var i stand til at forbedre navigationsudstyr, og at han var den første, der med et solur målte tiden nøjagtigt. 
Det siges,  at Thales blev rig ved at spekulere i olivenolie, idet han forudsagde et kommende frugtbart år.